# Kryterium całkowe
Kryterium całkowe (także kryterium całkowe Maclaurina-Cauchy’ego) – kryterium zbieżności szeregów o wyrazach dodatnich oparte na idei porównywania danego szeregu z całką. Wczesna forma tego kryterium została odkryta w Indiach przez Madhawę w XIV wieku i jego następców ze szkoły w Kerali. W Europie kryterium zostało później ponownie odkryte przez Maclaurina w 1742 i Cauchy’ego.

## Kryterium
Niech {\displaystyle f\colon [1,\infty )\to \mathbb {R} } będzie funkcją dodatnią i malejącą. Niech ponadto {\displaystyle a_{n}=f(n)} dla każdego {\displaystyle n.} Wówczas szereg
|  |  | {\displaystyle \sum _{n=1}^{\infty }a_{n}} |  | (A) |

jest zbieżny wtedy i tylko wtedy, gdy zbieżna jest całka niewłaściwa:
|  |  | {\displaystyle \int \limits _{1}^{\infty }f(x)\,\mathrm {d} x.} |  | (I) |

## Interpretacja geometryczna

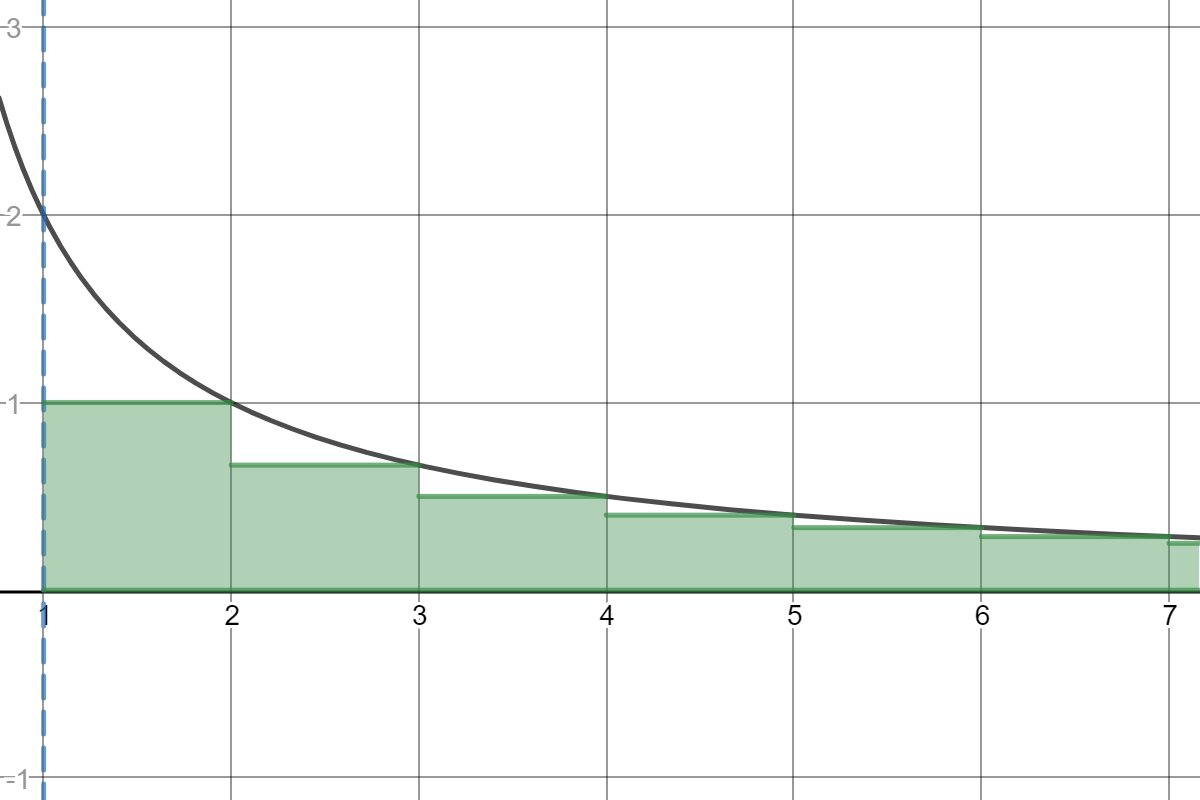
Wykres funkcji na przedziale

Całka (I) wyraża pole powierzchni pod krzywą {\displaystyle y=f(x)} (na ilustracji obok zaznaczonej na czarno) na przedziale {\displaystyle [1,\infty ).} Wyrazy szeregu (A) podają wielkość rzędnych wykresu w punktach {\displaystyle x=1,2,\dots ,} a więc wyrażają pola prostokątów o podstawie {\displaystyle 1} i wysokościach {\displaystyle a_{n}} (na ilustracji obok zaznaczone na zielono). Suma szeregu (A) jest zatem sumą pól rzeczonych prostokątów. Biorąc to pod uwagę, kryterium całkowe można zinterpretować następująco: jeżeli pole pod wykresem {\displaystyle y=f(x)} jest skończone, to tym bardziej skończona jest suma pól {\displaystyle 1\cdot a_{n}} (równa sumie szeregu (A)). Dokonując przesunięcia każdego z prostokątów o {\displaystyle 1} w prawo, wykres {\displaystyle y=f(x)} na przedziale {\displaystyle [2,\infty )} znajdzie się zawarty w figurze złożonej ze wspomnianych przesunięć. W szczególności, jeżeli pole pod wykresem {\displaystyle y=f(x)} jest nieskończone, to nieskończone musi być także pole rozważanej figury, a więc i tym samym suma szeregu (A).

## Dowód
Ponieważ funkcja {\displaystyle f} jest malejąca zachodzą nierówności
- {\displaystyle f(x)\leqslant a_{k}} dla {\displaystyle k\leqslant x\leqslant k+1,}
- {\displaystyle a_{k}\leqslant f(x)} dla {\displaystyle k-1\leqslant x\leqslant k.}

Oznacza to, że
{\displaystyle \int \limits _{k}^{k+1}f(x)\,\mathrm {d} x\leqslant a_{k}\leqslant \int \limits _{k-1}^{k}f(x)\,\mathrm {d} x\qquad (k\,=2,3\ldots ),}
a stąd
{\displaystyle a_{2}+\ldots +a_{n}\leqslant \int \limits _{1}^{n}f(x)\,\mathrm {d} x\leqslant a_{1}+\ldots +a_{n-1}.}
W przypadku gdy całka (I) jest zbieżna, ciąg całek częściowych
{\displaystyle {\bigg (}\int \limits _{1}^{k}f(x)\,\mathrm {d} x{\bigg )}_{k=1}^{\infty }}
jest ograniczony, co pociąga ograniczoność ciągu sum częściowych
{\displaystyle {\bigg (}\sum _{j=1}^{k}a_{j}{\bigg )}_{k=1}^{\infty }}
szeregu (A). Ciąg ten jest także niemalejący (z założenia, że wyrazy szeregu (A) są nieujemne), więc jako ograniczony i niemalejący ciąg liczb rzeczywistych jest on zbieżny, a tym samym szereg (A) jest zbieżny.
W przypadku, gdy szereg (A) jest zbieżny, wyżej zdefiniowany ciąg całek częściowych jest również ograniczony, a więc zbieżny (do całki (I)) jako ograniczony i niemalejący ciąg liczb rzeczywistych.

## Przykłady zastosowania
- Szereg harmoniczny rzędu {\displaystyle s{:}}

{\displaystyle \sum _{n=m}^{\infty }{\frac {1}{n^{s}}}}
jest zbieżny dla {\displaystyle s>1.} Istotnie, funkcja {\displaystyle f(x)=x^{-s}} jest dodatnia i malejąca na przedziale {\displaystyle [1,\infty ),} więc stosuje się kryterium całkowe:
{\displaystyle \int \limits _{m}^{\infty }{\frac {\mathrm {d} x}{x^{s}}}=\int \limits _{m}^{\infty }{x^{-s}\mathrm {d} x}=\left[{\frac {x^{-s+1}}{-s+1}}\right]_{m}^{\infty }=\lim _{x\to \infty }~{\frac {x^{-s+1}}{-s+1}}-{\frac {m^{-s+1}}{-s+1}}=-{\frac {m^{-s+1}}{-s+1}},}
gdy {\displaystyle -s+1<0,} czyli gdy {\displaystyle s>1}.
- Szereg

{\displaystyle \sum _{n=2}^{\infty }{\frac {1}{n\cdot (\ln n)^{s}}}}
jest zbieżny dla {\displaystyle s>1} i rozbieżny w przeciwnym przypadku. Istotnie, oznaczając
{\displaystyle f(x)={\frac {1}{x\cdot (\ln x)^{s}}}\quad (x\geqslant 2),}
mamy
{\displaystyle \int f(x)\,\mathrm {d} x={\frac {(\ln x)^{1-s}}{1-s}}+C,\quad s\neq 1,}
{\displaystyle \int f(x)\,\mathrm {d} x=\ln(\ln x)+C,\quad s=1,}
a stąd całka niewłaściwa {\displaystyle \textstyle \int _{2}^{\infty }f(x)\,\mathrm {d} x} istnieje gdy {\displaystyle s>1} oraz nie istnieje w przeciwnym przypadku.